# Margarida II d'Hainaut
Margarida II d'Hainaut (1311 - Valenciennes, 30 de setembre de 1355) va ser comtessa d'Hainaut, de 1345 a 1355, comtessa d'Holanda i de Zelanda de 1345 a 1354 sota el nom de Margarida I. Era filla de Guillem I, comte d'Holanda i Hainaut, i de Joana de Valois.

## Història
El seu germà gran Guillem II d'Hainaut havia mort sense descendència. Joan de Beaumont, des de Frísia va tornar a Geertruidenberg, on estava la seva vídua i va assumir l'administració d'Hainaut, arribant a ésser també reconegut per Holanda i Zelanda, perquè va confirmar els privilegis de Kennemerland.
La llei natural operava a favor de l'emperadriu Margarida, per la qual cosa potser Eduard III d'Anglaterra va reduir les seves pretensions i va reivindicar solament el comtat d'Holanda. El rei d'Anglaterra va encarregar al comte de Beaumont la defensa dels seus drets; però va ser guanyat a la causa del rei de França. Eduard ho va substituir per Otó de Kuik a qui va autoritzar per negociar amb la seva cunyada.
Hainaut, Holanda, Zelanda i Frísia eren feus de l'Imperi i estaven disposats a reconèixer l'emperadriu o algun dels seus fills. Lluís IV de Baviera va reunir a Nuremberg el col·legi de prínceps per examinar els drets de la seva esposa. La majoria va opinar que aquests feus només s'heretaven per línia masculina i que havien de ser tornats a l'Imperi. Altres opinaven que la successió també podia donar-se per la branca femenina i l'emperador es va pronunciar a favor de la seva esposa el 15 de gener de 1346 i al mateix temps va declarar als comtats un tot indivisible.

## Acord amb Anglaterra
Aquest mateix any es va produir un acord a Ypres entre Margarida i la seva germana Felipa d'Hainaut, esposa del rei d'Anglaterra: Felipa va renunciar als seus drets hereditaris del seu germà Guillem a favor de la seva germana.
Margarid] va entrar a Hainaut on va anar ben rebuda i la van reconèixer com la seva sobirana. A continuació va passar a Holanda i les ciutats van aprofitar la necessitat que ella tenia del seu reconeixement per exigir-li nous privilegis. Entre ells el de no poder declarar la guerra sense l'aprovació de la noblesa i de les ciutats i si la comtessa-emperadriu no respectava la llei, els seus súbdits quedaven eximits de prestar-li socors i suport. Les cartes que contenen aquesta obligació estan segellades en nom del comte de Beaumont, així com l'acta d'unió a perpetuïtat de la ciutat d'Amsterdam al comtat d'Holanda. Les altres ciutats es van fer recompensar amb altres privilegis similars, encara que alguns van ser després revocats.Margarida, tement l'oposició del rei d'Anglaterra, no va rebutjar aquestes demandes i va ser reconeguda per Holanda i Zelanda que li van jurar fidelitat.
L'emperadriu va haver de regressar a Alemanya a sol·licitud dels seus espòs i va nomenar el seu fill Guillem governador dels quatre comtats, qui seria substituït pel seu germà Albert si aquell moria sense descendència.
Guillem va convocar a l'Assemblea General i la seva mare li va concedir el títol de "Verbeider", és a dir, lloctinent. L'absència de Margarida i la joventut de Guillem van fer creure al bisbe d'Utrecht, Joan d'Arkel, que se li presentava una bona oportunitat per recobrar el que els holandesos l'havien captivat a l'última guerra. El bisbe va reunir un exèrcit i, entrant a Holanda, va fer cendres la ciutat d'Oudewater.
Guillem va convocar molt de pressa els seus vassalls i les milícies de les ciutats i es va dirigir a Schoonhoven, i des d'allà li va escriure una carta concretant el lloc de la batalla entre Ysselsteyn i Iutsaes. El combat va ser tan sagnant, que encara que es va decidir a favor del bisbe, els dos exèrcits van quedar tan afeblits que van renovar la treva.
Després de la guerra el bisbe va trobar el tresor exhaurit per les seves despeses i va abandonar la diòcesi partint per a Roma.

## Guerra civil

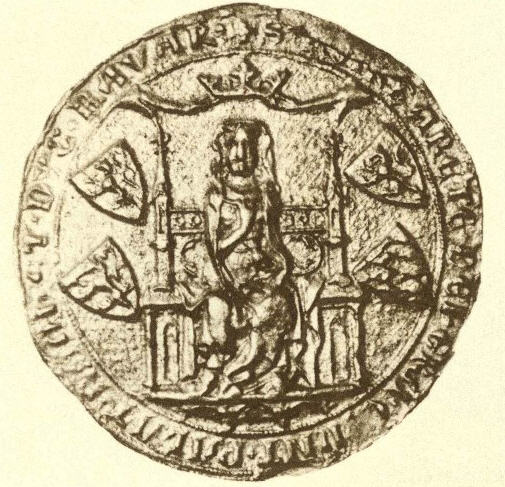
Segell de Margarida II

L'any 1348, Margarida va cedir oficiosament la sobirania d'Holanda, Zelanda i Frísia] al seu fill Guillem.
Tanmateix, tement una intervenció anglesa, Margarida es va veure obligada a cedir de fet Holanda al seu fill el 1351 a canvi d'una pensió vitalícia que aquest havia de pagar-li. Guillem va oblidar les condicions de l'acord no pagant la suma acordada, el que va provocar que Margarida entrés a Holanda i recobrés l'administració del comtat segons una carta de 17 de març de 1351.
La noblesa i les principals ciutats van recolzar a Guillem i la seva mare va sol·licitar el suport d'Eduard d'Anglaterra a qui li va oferir cedir-li el govern durant alguns anys, sota unes certes condicions, si acudia en els seus socors.
Això va causar una revolta a Holanda, els partidaris del comte Guillem -que es van denominar «Kabelljauws»- i els de l'emperadriu Margarida («Hoeks») van desencadenar una autèntica guerra civil. Els dos partits es van distingir pel color de les seves gorres: gris, els Kabelljauws i vermell, els Hoeks. Estant més nombrosos els grisos van assolar disset castells dels nobles vermells.
L'emperadriu Margarida, que havia passat a Anglaterra, va reunir una flota i es va dirigir amb ella a Veere, a l'illa de Walcheren, on va lliurar una dura batalla contra el seu fill, que comandava la flota holandesa, onva resultar victoriosa. Guillem es va retirar a Holanda i la seva mare, confiada en aquesta victòria, va remuntar el Mosa perseguint la flota del seu fill i lliurar un segon combat on va ser derrotada. Margarida es va refugiar a Anglaterra, on va aconseguir la mediació del rei d'Anglaterra i gràcies al seu arbitratge es van reconciliar mare i fill mitjançant un acord conclòs el 7 de desembre de 1354.
L'emperadriu cedia definitivament Holanda, Zelanda i Frísia i el comte Guillem renunciava als seus drets sobre Hainaut mentre la seva mare visqués. Margarida va morir a Valenciennes, on residia, el 30 de setembre de 1355.

## Matrimoni i descendència
Margarida es va casar el 25 de febrer de 1324 amb Lluís IV de Baviera (1282 - 1347), duc de Baviera, rei dels Romans el 1314, i coronat emperador el 1328 com Lluís IV. Van tenir deu fills:
- Margarida (1325 - 1374), casada e- 1351 amb Esteve d'Hongria, duc de Eslavònia, i després cap a 1357 va casar amb Gerlach de Hohenlohe.
- Anna (1326 - 1361), casada amb Joan de Wittelsbach (1329 - 1340), duc de Baixa Baviera.
- Elisabet de Baviera (1329-1402), casada 1350 amb Cangrande I della Scala (1332 - 1359), senyor de Verona, i després, el 1362, es va casar amb Ulric IV de Wurtemberg (1342 - 1388), fill del comte de Wurtemberg.
- Lluís VI de Wittelsbach (1330 †- 1365), duc de Alta Baviera i marcgravi de Brandenburg.
- Guillem III d'Hainaut (1330 - 1388), duc de Baviera-Straubing, comte d'Hainaut, d'Holanda i de Zelanda.
- Albert I de Wittelsbach (1336 - 1404), duc de Baviera-Straubing, comte d'Hainaut, d'Holanda i de Zelanda.
- Otó V de Wittelsbach (1341 - 1379), duc de Alta Baviera i marcgravi de Brandenburg.
- Beatriu de Baviera (1344 - 1359), casada amb Erico XII de Suècia (1339 - 1359), rei de Suècia.
- Agnès (1345 - 1352).
- Lluís (1347 - 1348).